# Catedral del Sagrado Corazón de Jesús (Petrolina)
La Catedral del Sagrado Corazón de Jesús y Cristo Rey o bien Catedral de Petrolina (en portugués: Catedral Sagrado Coração de Jesus e Cristo Rei) es el nombre que recibe un edificio religioso afiliado a la Iglesia católica que se encuentra ubicado en el centro de la ciudad  de Petrolina, en el estado de Pernambuco en la región Nordeste del país sudamericano de Brasil.
El templo construido en estilo neogótico fue inaugurado en 1929, sigue el rito romano o latino y sirve como la iglesia madre o principal de la diócesis católica de Petrolina (Dioecesis Petrolinensis) que fue creada en 1923 mediante la bula "Dominicis gregis" del papa Pío XI.
Esta bajo la responsabilidad pastoral del obispo Manoel dos Reis de Farias. Desde enero de 2014 la catedral fue sometida a un proceso de renovación interna y externa con obras previstas para terminar en 2015. Por lo que durante ese período de trabajos los fieles tuvieron que realizar sus actividades religiosas en la cercana iglesia de Nuestra Señora Reina de Los Ángeles (Nossa Senhora Rainha dos Anjos).

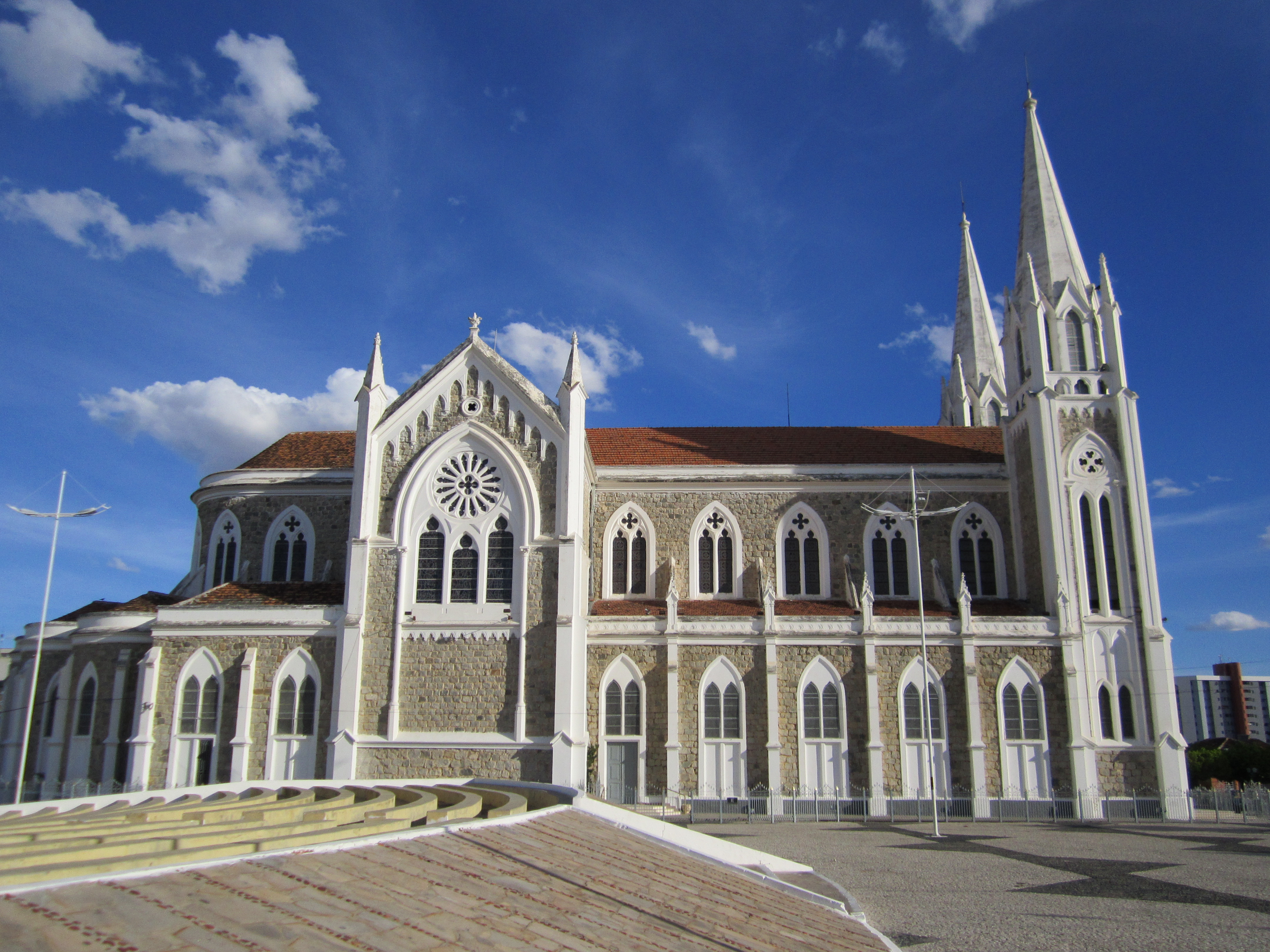
Otra vista del templo